# Biskuitmasse

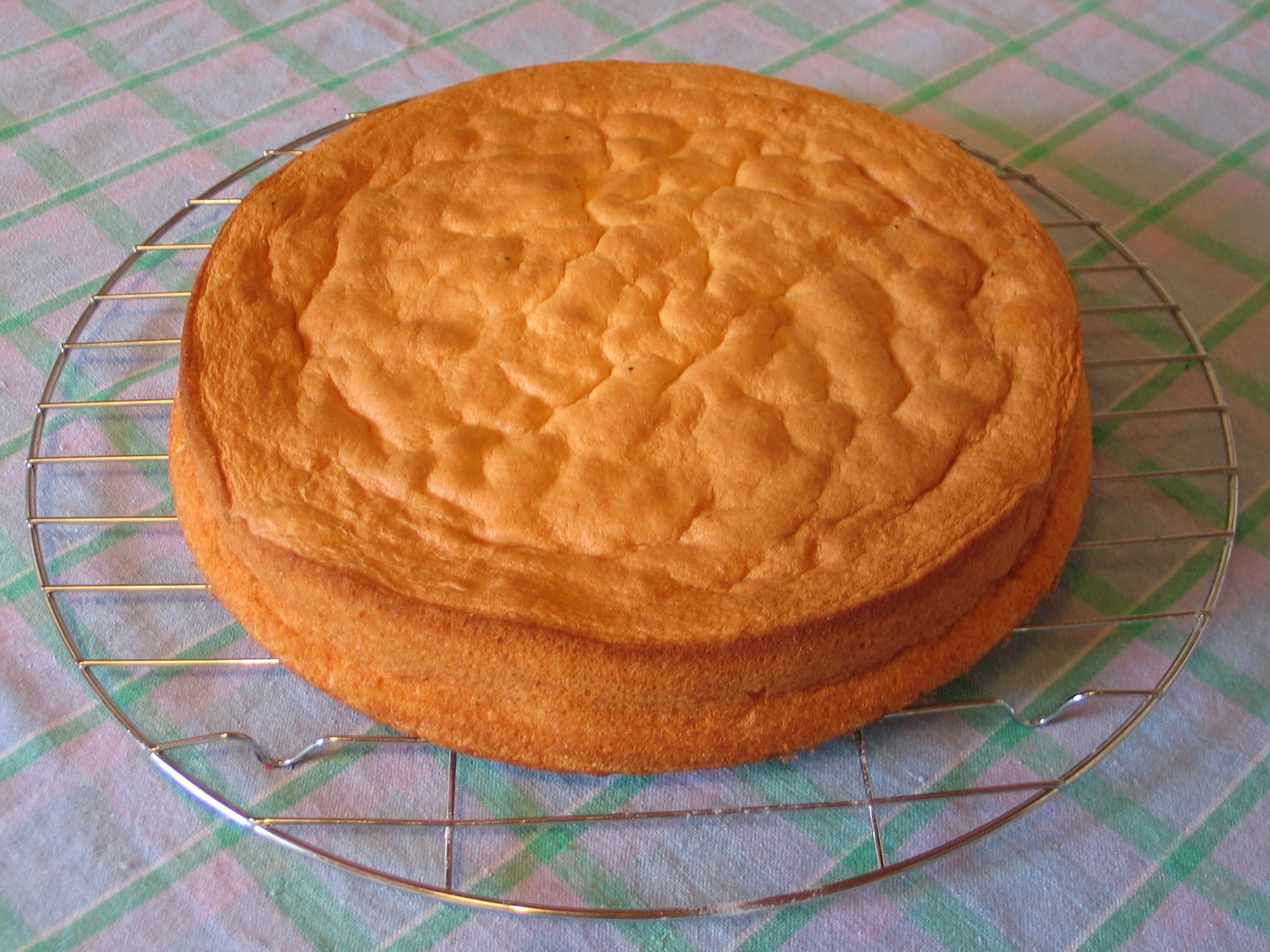
Biskuitboden

Die Biskuitmasse ist eine lockere Masse aus geschlagenem Ei, Zucker und wenig Mehl, die für feines Gebäck und Torten verwendet wird. Einen flachen Biskuitboden, der aus Biskuitmasse auf einem Backblech mit Rand gebacken wird, nennt man (Biskuit-)Kapsel. Diese verwendet man zur Herstellung von Desserts (Schnitten oder Biskuitrollen).

## Zubereitung
Zur Zubereitung gibt es unterschiedliche Methoden. Üblicherweise wird Zucker mit Eigelb schaumig geschlagen, Mehl oder eine Mischung aus Mehl und Speisestärke mit der Masse vermischt und schließlich das zu Eischnee geschlagene Eiweiß vorsichtig untergehoben, nach einigen Rezepten auch noch geschmolzene Butter. 
In Abwandlungen verwenden Bäcker und Konditoren auch Fertigmehl, dem nur noch Ei zugegeben werden muss. Im Handwerk wird dieses Verfahren häufig verwendet, wenn sich für kleine Mengen der Zeitaufwand der klassischen Zubereitung nicht lohnt.

### Standard-Verfahren
Die Biskuitmasse enthält nur wenig Wasser und auch nur wenig Stärke, wodurch die Masse sehr locker und schaumig ist. Zur Zubereitung werden das Eigelb und der Kristallzucker schaumig gerührt, wodurch Luft in Form kleiner Blasen in der Masse gebunden wird. Das Eigelb gelangt dabei zwischen die Zuckerkristalle, wobei die Zuckerkristalle aufgrund des hohen Fettanteils des Eigelbs nicht wesentlich zerfließen, obwohl das Eigelb Wasser enthält. Zusätzlich werden die Zuckerkristalle durch die Luftblasen voneinander getrennt. 
„Zweikesselverfahren“: Im ersten Kessel werden Eigelb mit einem Drittel der Zuckermenge und den Aromen schaumig gerührt. Im zweiten Kessel werden Eiklar mit den übrigen zwei Dritteln der Zuckermenge und Salz zu Eischnee geschlagen. Dieser Eischnee wird vorsichtig unter das schaumige Eigelb gemischt und gesiebtes Mehl untergehoben.
Das Mehl mit der enthaltenen Stärke dient zur Verbindung der Masse. Dabei dringt das enthaltene Wasser zwischen die Stärkekörner und verbindet diese über die Kapillarität. Da dieser Vorgang einige Zeit benötigt, sollte der Teig nach dem Vermengen kurze Zeit ruhen. Während des Backens quillt die Stärke auf und verkleistert im Zuge der Verdampfung des Wassers. 
Der Teig wird bei etwa 200–230 °C je nach weiterer Verwendung auf einem Backblech oder in einer Backform gebacken. Um ein Anhaften der Masse zu verhindern, wird die Backform vorab eingefettet oder mit Backpapier ausgelegt. 
Nach 15–20 Minuten (je nach Backform auch länger) kann der Teig mit einem Eisen- oder Holzstäbchen angestochen werden. Bleibt der Teig bei der Stichprobe nicht kleben, ist die Masse ausreichend gebacken. Ist der Biskuitboden noch warm, kann er mit Hilfe von Backpapier oder eines Küchenhandtuchs gerollt werden.

### Alternative Herstellungsverfahren

#### Génoise
Bei der Génoise (benannt nach dem italienischen Genua; auch als Genueser Masse bezeichnet) handelt es sich um eine Abwandlung der Zubereitung der Biskuitmasse, bei der Eiklar und Eigelb gemeinsam schaumig gerührt werden (Einkesselverfahren oder All-in-Verfahren), was allerdings schwieriger zu bewerkstelligen ist und länger dauert. Um den Prozess des Aufschäumens mit Luft zu unterstützen, werden die Eier mit dem Zucker zuerst im Wasserbad oder über einer Gasflamme bei knapp 40 °C schaumig geschlagen, anschließend ohne Wärmezufuhr mindestens 15 Minuten weiter geschlagen, bis die Masse abgekühlt ist (Kalt-Warm-Verfahren). Anschließend werden das Mehl und die anderen Zutaten untergehoben.
Wird nicht genügend Luft eingeschlagen, so kann auch Backpulver beigefügt werden. Durch das Backpulver entsteht während des Backens Kohlenstoffdioxid, das den Teig gemeinsam mit der Luft auflockert. 
Die Génoise wird z. B. zur Herstellung von Anisplätzchen, Torten und Süßspeisen verwendet.

### Grillage
Bei der Grillagemasse (österr.) handelt es sich um eine Biskuitmasse mit Krokantstücken, Semmelbrösel und Mandeln, die typischerweise mit Zimt gewürzt wird. Sie wird in der Konditorei zur Herstellung verschiedener Dessertstücke verwendet. Als Tortenboden bildet sie das entscheidende Element der Grillagetorte, die mit Buttercreme gefüllt wird. Varianten davon zeichnen sich durch die Verwendung von knusprigen Zutaten wie Krokant, Mandeln oder Nüssen im Teig sowie der Füllung aus.